# Сахалинский институт железнодорожного транспорта
Сахалинский институт железнодорожного транспорта – филиал ФГБОУ ВО «Дальневосточный государственный университет путей сообщения» в г. Южно-Сахалинске (СахИЖТ) - высшее учебное заведение в Южно-Сахалинске

## История
Основан в марте 1961 года , как Южно-Сахалинский учебно-консультационный пункт (УКП) заочного отделения Хабаровского института инженеров железнодорожного транспорта (ХабИИЖТ). «Родовым гнездом» УКП стали приспособленные классные комнаты в здании бывшей дорожно-технической школы по улице Физкультурной, № 126.
В мае 1995 г. Южно-Сахалинский УКП был преобразован в общетехнический факультет ХабИИЖТ, а в июле 1996 г. он вошел в состав вновь созданного в структуре Дальневосточной государственной академии путей сообщения (ДВГАПС) института интегрированных форм обучения.
В мае 1998 г. указанием МПС РФ от 18 мая 1998 г. № 0-631у преобразован в филиал Дальневосточного государственного университета путей сообщения как правопреемника ДВГАПС.
В январе 2007 г. на основании приказа Федерального агентства «Росжелдор» от 26 января 2007 г. №15 преобразован в Сахалинский институт железнодорожного транспорта – филиал ДВГУПС в г. Южно-Сахалинске

## Образовательная деятельность
В настоящее время в Сахалинском институте железнодорожного транспорта обучается около 1500 студентов по 13 программам подготовки специалистов и бакалавров по очной, очно-заочной и заочным формам обучения.
По программам бакалавриата обучение осуществляется по 6 направлениям:
08.03.01 Строительство;
38.03.01 Экономика;
20.03.01 Техносферная безопасность;
13.03.02 Электроэнергетика и электротехника;
40.03.01 Юриспруденция.
По программам специалитета обучение осуществляется по 7 специальностям: 23.05.04 Эксплуатация железных дорог;
23.05.01 Наземные транспортно-технологические средства;
23.05.03 Подвижной состав железных дорог;
23.05.05 Системы обеспечения движения поездов;
23.05.06 Строительство железных дорог, мостов и тоннелей;
38.05.01 Экономическая безопасность;
20.05.01 Пожарная безопасность.
В Филиале в учебном процессе задействовано 46 преподавателей имеющие ученую степень кандидата и доктора наук. Уровень остепененности составляет 67%.